# Alcurus
Alcurus is een monotypisch geslacht van zangvogels uit de familie buulbuuls (Pycnonotidae). Het geslacht is afgesplitst van het geslacht Pycnonotus en telt een soort:
- Alcurus striatus  – Gestreepte buulbuul